# Borszéki Csaba
Borszéki Csaba (Budapest, 1983. szeptember 15. –) magyar labdarúgókapus.

## Pályafutása
A Vác FC csapatában kezdte pályafutását, ahonnan a Vasas SC szerződtette. Az angyalföldieknél 17 mérkőzésen lépett pályára, 2009-ben pedig a Reachoz igazolt.
2011-ben visszatért Vácra, fél évvel később Kecskemétre került. A lila-fehéreknél többnyire a második csapatnál jött számításba, ezért úgy döntöttek a vezetők, hogy kölcsönadják Vácra, ezzel egyidejűleg 2014-ig meghosszabbították szerződését.
2012. augusztus 25-én a Kecskeméti TE-Győri ETO FC mérkőzésen kiállították Antal Botondot a KTE kapusát, helyére Csaba jó barátja Németh Gábor állt be. Németh a következő héten távozott a csapattól, Antal eltiltott volt, ezért Borszékit visszarendelték.
A Pécs elleni bajnokin már ő védett.

## Külső hivatkozások
- Adatlapja a transfermarkt oldalán
- Adatlapja a HLSZ.hu-n (magyarul)